# Domokon
Domokon är ett av de fem största evenemangen för japansk populärkultur i Sverige. Evenemanget arrangeras av den ideella föreningen Domokai som har sitt säte i Stockholm och startades under mitten av 2006.
Evenemanget Domokon ägde rum för första gången 2006 i  Täby kommun med cirka 400 besökare. Det andra arrangemanget ägde rum den 13 till 15 april 2007, i Vallentuna.
Huvudarrangören för Domokon är Anton Lundström vars uppgift är att se till att allt är i sin ordning under konventet, han har dock många arrangörer samt funktionärer som hjälper till.
På Domokon finns många olika aktiviteter man kan delta i, bland annat cosplay, karaoke och se på anime.
Evenemanget riktar sig till ungdomar i åldrarna 15 till 25 som delar ett intresse för japansk populärkultur, som involverar det ovannämnda.